# Janez Hvale
Janez Hvale, slovenski skladatelj, besedilopisec, kitarist, bobnar in pevec, * 21. oktober 1951, † 22. avgust 2021.
Janez Hvale je bil slovenski glasbenik, ki je igral tako v pop kot tudi narodno-zabavnih zasedbah. Največje uspehe je dosegel s skupinama 12. nadstropje in 12. nasprotje, bil pa je tudi zadnji kitarist Ansambla Lojzeta Slaka. Ustvaril ali soustvaril je več kot 600 skladb, tudi za druge izvajalce, med drugim pesmi Marinka (12. nasprotje), Kdor ne skače, ni Slovenc (Gamsi) in Pravljica o mavričnih ljudeh (Šank Rock).

## Življenje in delo
Janez Hvale se je rodil 21. oktobra 1951. Sprva je prepeval v otroških pevskih zborih. V najstniških letih je ustanovil garažno rock zasedbo The Pins (oz. Bucike). V sedemdesetih letih 20. stoletja je igral najprej v skupini Moby Dick, s katerimi so se razšli zaradi različnih interesov. Nato je bil član koprske skupine Zofka in ledeni možje, s katero se je sodelovanje zaključilo z njegovim vpoklicem v vojsko. Leta 1975 je z Andrejem Pompetom ustanovil skupino Predmestje in v njej deloval kot bobnar. Z njimi je ostal tri leta. Nato je v osemdesetih letih ustanovil skupino 12. nadstropje. Pozneje je ta zaradi sporov med člani razpadla in je nadaljeval v novonastali skupini 12. nasprotje.
Vzporedno z 12. nadstropjem je soustanovil tudi Ansambel Rž. Pozneje je bil uspešen tudi kot zadnji kitarist Ansambla Lojzeta Slaka, s katerimi je sodeloval pet let, vse do Slakove smrti.
Dolga leta je bil aktiven član združenja Sazas, ki skrbi za zaščito avtorskih pravic glasbenikov. V njem je opravljal tudi vidnejše funkcije.
V zadnjem obdobju je bil aktiven v zasedbi Rostfrajerji. Po težki bolezni je umrl 22. avgusta 2021.
Njegova žena je bila igralka Klara Hvale, rojena Jankovič, ki je med drugim igrala v filmu Tistega lepega dne in nadaljevanki Bratovščina Sinjega galeba.

## Avtorsko delo
V vsem času je ustvaril oz. soustvaril več skladb, tudi za druge izvajalce. Na Sazasu je prijavljenih 677 skladb, pri katerih je podpisan kot soavtor ali avtor v celoti. Nekatere izmed skladb:
| Izvajalec              | Skladbe |
| ---------------------- | --- |
| 12. nasprotje          | Antonija, Če bom kdaj, Daj mi moč, Ljubim te bolj kot prej, Marinka, Moja, Napil se bom vina, Ne reci mi goodbye, Ne verjemi, Pokliči me, Poljubi me v slovo, Rozalinda, Tiha noč, Ukradel te bom, Uspešnice 1, Uspešnice 2, Vse življenje, Zapri oči, Zate |
| 4 Fun                  | Vzemi me |
| Alenka Kolman          | Hočem te, Oprosti mi, Piši mi, Pridi v moj objem, Vse je laž |
| Anita Vodišek          | Zdaj drugi rožice sadiš |
| Ansambel Gašperji      | Zaigraj nam, muzikant |
| Ansambel Golte         | Če me hočeš, povej |
| Ansambel Lojzeta Slaka | Božična je noč, Danes ne, jutri da, Gasilec prostovolj'c, Lepa Marica, Letu 2000, Marinka, Merkaj se, ljubica, Nič zato, Padalec, Planinska, Poj mi, harmonika, Polka spominov, Prebujanje, Pri Luštni Špeli, Prijatelju, Spet se peljem na Dolenjsko, Tiha noč, Trti, Tvoje pesmi živijo naprej, V nedeljo popoldne, Vnuček, Zvezda, ki se utrne, Zimska, Želja |
| Ansambel Modrijani     | Kot dva golobčka |
| Ansambel Nagelj        | Nagajiva mlada deklica |
| Ansambel Rubin         | Pa kaj potem, S prijat'lji vedno je lepo |
| Ansambel Rž            | Jaka, lojtro brž |
| Erika                  | Balerina, Matematika, Nekoč, ko bom, Železničarska |
| Firbci                 | Ni mi žal |
| Gamsi                  | Hej, hej (Kdor ne skače, ni Slovenc), Moja pr'jatelj'ca |
| Hišni ansambel Avsenik | Najsrečnejši dan |
| Igor in Zlati zvoki    | Kavboj Joe |
| Magnet                 | Emilija |
| Marjan Zgonc           | Belo pismo, Črno vino |
| Mladi Gamsi            | Moja pr'jatlca |
| Natalija Kolšek        | Ahunga, Ker sva ljubezen zatajila, Štajerc |
| Natalija Verboten      | Moje srce, Pravi kavboj, Tvoja bom nevesta |
| Pop Design             | Baby blue, Ne bom se ženil, Neko noč, Podajmo si roke, Zbogom |
| Rostfrajerji           | Ne me basat |
| Šank Rock              | Pravljica o mavričnih ljudeh |
| Trio Bevc              | V Šmarjeti se dobimo |
| Veseli svatje          | Dotaknil si se mojega srca, Pod mojim oknom, Svet je že od pamtiveka tak |
| Viktorija Petek        | Najino sonce, Pozdrav morja, Pridi nocoj, Rdeča vrtnica, Sreča, Srečna sem s teboj, Tvoja lilija, Vaya con Dios, Viktorija mix 1 |
| Zasavci                | Natali |
| Zlatko Dobrič          | Baby, ljubim te, Beli plašč in tvojih šestnajst let, Franček, Na klopi sem ti prstan dal, Ti si mi ukradla dušo, Tvoje solze so kot biseri, Za tvoj rojstni dan |
| Zoran Cilenšek         | Ljuba mati, Maja, Slovenijo nosim v srcu, Špela, Tisoč solz |